# 147 a.C.

## Eventos
- Públio Cornélio Cipião Emiliano Africano e Caio Lívio Druso, cônsules romanos.
- Sexto ano da Guerra Lusitana na Península Ibérica.
  - Viriato reinicia a luta contra os romanos.
- Terceiro ano da Terceira Guerra Púnica entre a República Romana e Cartago.